# Syntretus kui
Syntretus kui är en stekelart som beskrevs av Sergey A. Belokobylskij 2000. Syntretus kui ingår i släktet Syntretus och familjen bracksteklar. Inga underarter finns listade i Catalogue of Life.